# Festuca simensis
Festuca simensis är en gräsart som beskrevs av Ferdinand von Hochstetter och Achille Richard. Festuca simensis ingår i släktet svinglar, och familjen gräs. Inga underarter finns listade i Catalogue of Life.